# زير أندول (أيل غورك)
زیر أندول (بالفارسية: زیراندول) هي مستوطنة تقع في إيران في قسم أيل غورك الريفي (مقاطعة بوكان). يقدر عدد سكانها بـ 227 نسمة .